# Netzwerk Hypophysen- und Nebennierenerkrankungen
Das Netzwerk Hypophysen- und Nebennierenerkrankungen e.V. mit Sitz in Fürth ist eine deutsche Selbsthilfevereinigung von Hypophysen- und Nebennierenerkrankten, Angehörigen und Ärzten.
Zu den Erkrankungen, mit denen sich das Netzwerk beschäftigt, gehören der Morbus Cushing, Prolaktinome, Akromegalie, hormoninaktive Hypophysenadenome, der Diabetes insipidus, der Morbus Addison, das Adrenogenitale Syndrom sowie die Hypophyseninsuffizienz mit Mangel an Cortisol, Schilddrüsenhormonen, Geschlechtshormonen und Wachstumshormon. Innerhalb des Vereins sind außerdem Gruppen für Multiple endokrine Neoplasie Typ 1, Morbus Conn und Kinder mit Hypophyseninsuffizienz vertreten.

## Geschichte
Die Gründung als gemeinnütziger Verein erfolgte 1994 von Patienten und Endokrinologen in Erlangen.
Die Mitgliederzahl stieg im Lauf der Jahre von 9 Gründungsmitgliedern auf zurzeit ca. 3.800 Mitglieder. Es handelt sich damit um die größte bundesweit flächendeckend agierende Selbsthilfe-Organisation für diese Erkrankungsbilder in Deutschland.
Der Verein zählt 36 Regionalgruppen, die überwiegend regelmäßige Treffen organisieren, im gesamten Bundesgebiet und in Österreich sowie drei krankheitsspezifische Gruppen.
Erster Vorstand ist Helga Schmelzer. Weitere Vorstandsmitglieder sind Thomas Bender und Christian Schneider. Der Verein hat außerdem einen wissenschaftlichen Beirat.

## Ziele
Das Netzwerk hat sich die folgenden Ziele gesetzt: 
- Hilfe zur Selbsthilfe bei Betroffenen durch Förderung des Kontaktes und Austausches mit anderen Patienten und Ärzten
- Erstellung und Verteilung von Informationsmaterial für Betroffene, ihre Angehörigen, öffentliche Institutionen und Therapeuten
- Unterstützung der Forschung auf dem Gebiet der Hypophysen- und Nebennierenerkrankungen
- Förderung von Seminaren und Weiterbildungsmaßnahmen für Betroffene und Ärzte

Zur Verwirklichung dieser Ziele finanziert sich der Verein aus jährlichen Mitgliedsbeiträgen, Spenden, Sponsoring und der Selbsthilfeförderung durch die gesetzlichen Krankenkassen.

## Mitgliedschaften
Der Verein ist Mitglied bei NAKOS, bei der Bundesarbeitsgemeinschaft Selbsthilfe, bei der Landesarbeitsgemeinschaft Selbsthilfe Bayern und bei der Deutsche Gesellschaft für Endokrinologie.

## Publikationen
Der Verein gibt neben zahlreichen Informationsbroschüren seit 1995 das Magazin GLANDULA halbjährlich mit einer  Auflage von 9.000 Exemplaren heraus. Es beinhaltet Artikel von Medizinern, Forschern und anderen Fachleuten zu Hypophysen- und Nebennierenerkrankungen und entsprechenden Therapiemöglichkeiten. Außerdem werden Vereinsinterna und Erfahrungsberichte Betroffener veröffentlicht. 
Herausgeber sind Martin Faßnacht, Marcus Quinkler und Jörg Flitsch. Für die Redaktion ist Christian Schulze Kalthoff verantwortlich. Im Jahr 2008 wurde erstmals eine Beilage unter dem Titel GLANDUlinchen publiziert, die sich mit Kinder- und Jugend-Endokrinologie befasst. Sie ist inzwischen fest im Heft integriert.
Auf der Homepage des Vereins wird ein nur Mitgliedern zugängliches Forum zu den diversen Krankheitsbildern betrieben.

## Überregionaler Hypophysen- und Nebennierentag
Der Verein veranstaltet jährlich einen Überregionalen Hypophysen- und Nebennierentag. Er findet an wechselnden Orten jeweils in Zusammenarbeit mit einer Klinik statt. Die dreitägige Veranstaltung beinhaltet Referatsreihen, Workshops und den Austausch Betroffener.